# Skinny Love
Skinny Love è un brano del gruppo musicale folk statunitense Bon Iver.

## Bon Iver
Skinny Love fu il primo singolo dell'album di debutto di Bon Iver For Emma, Forever Ago uscito nel 2007 in America. La canzone era uscita come singolo in Inghilterra il 28 aprile 2008. Venne utilizzata nel primo episodio Dream a Little Dream of Me della quinta stagione di Grey's Anatomy. Il brano, scaricabile su iTunes (UK), venne selezionato come singolo della settimana e divenne scaricabile gratuitamente in quel periodo; inoltre fu presente come brano del giorno sulla National Public Radio. Il 6 ottobre, 2008, Skinny Love fu messa in primo piano nella serie NBC Chuck (seconda stagione, episodio 3). L'11 dicembre 2008, Bon Iver eseguì Skinny Love al Late Show with David Letterman. Il 26 gennaio 2009, Skinny Love venne annunciata come 21° dalla stazione radio nazionale australiana Triple J nell'annuale classifica delle migliori canzoni dell'anno precedente. Nel luglio 2009, Skinny Love raggiunse il 92º posto nella medesima classifica del Triple J.

## Birdy
La cantante britannica Birdy ha lanciato una cover del brano il 30 gennaio 2011 per il download digitale. Il brano è stato selezionato come singolo della settimana dalla dj britannica Fearne Cotton. Questa cover è presente nell'episodio 21 stagione 2 di The Vampire Diaries e nell'episodio 1 stagione 1 di Prisoners' Wives.
Il brano ha riscosso un buon successo in Australia arrivando alla numero 2 nella ARIA Charts per merito di Bella Ferraro, la finalista di X Factor 2012 che ha cantato il brano durante il provino ad agosto 2012.